# حرقوص بن زهیر
حرقوص بن زهیر سعدی از صحابیون حضرت محمد، فاتح شهر سوق اهواز (اهواز) و از محاصره کنندگان خانه عثمان بود و بعدها جزو خوارج گردید.

## اسلام آوردن
گرچه تاریخ دقیق اسلام آوردن حرقوص مشخص نیست، اما می‌توان گفت که وی نسبتاً زود اسلام آورده، چرا که نامش در میان بیعت کنندگان بیعت الشجره (۶ هجری/۶۲۸ میلادی) در حدیبیه ثبت شده‌است. وی یک بار بر سر تقسیم غنایم با محمد درگیر لفظی شد.

## دوران خلافت عمر
نام حرقوص اولین بار در سال ۱۷ هجری/۶۳۸ میلادی بر سر زبانها افتاد. هرمزان فرمانده ایرانی محافظ اهواز، پیمانی که با مسلمانان بسته شده بود را نقض می‌کرد. عتبه بن غزوان حاکم بصره، به عمر در مورد این موضوع هشدار داد و عمر نیز بلافاصله سپاهی به فرماندهی حرقوص به سوق اهواز فرستاد. مسلمانان سپاه هرمزان را در بالای پل سوق اهواز شکست دادند. حرقوص فاتح این شهر بود و جزیه را بر مردم این شهر تا حدود منطقه شوشتر تکلیف کرد و خبر پیروزی و نصف غنیمت را به مدینه فرستاد و جز بن معاویه را به تعقیب هرمزان فرستاد و خبر شرایط صلح را که عمر تعیین کرده بود را توسط عتبه ابن غزوان به هرمزان اعلام کرد و هرمزان نیز پذیرفت. عمر به وی لقب امیر جنگ را داد. اما وقتی لشکر کشی علیه هرمزان ادامه یافت، حرقوص نقش دست دومی ایفا کرد و فرماندهی سپاه کوفه و بصره به دیگران داده شد.

## دوران خلافت عثمان
نام او بار دیگر در سال ۳۵ هجری/۶–۶۵۵ میلادی در شهر بصره بر سر زبانها افتاد. وی رهبر گروهی از مخالفان سیاستهای عثمان از شهر بصره بود که به همراه مخالفان از کوفه و مصر به مدینه رفتند. در ماجرای محاصره خانه عثمان، قتل وی و انتخاب علی، حرقوص نقش چندان برجسته ای نداشت.

## دوران خلافت علی
در هنگامی که طلحه و زبیر و عایشه نزدیک بصره شدند، حرقوص به همراه حکیم بن جبله (فرمانده نظامی ارشد بصره) و کسانی که در قتل عثمان شرکت داشتند، مانع از تصرف بصره به دست این سه تن گردیدند و مقاومت نظامی کردند. وقتی که پیمان صلح موقتی که بین عثمان بن حنیف و طلحه و زبیر و عایشه بسته شده بود، شکسته شد و شهر تصرف گردید، این سه تن مردم بصره را واداشتند که تمامی کسانی که در قتل عثمان دست داشتند (نفار) را بازداشت کنند. حرقوص تنها شخصی بود که با فرار و گرفتن امان برای قبیله اش بنی سعد، از مرگ رهایی یافت. منابع در مورد شرکت کردن حرقوص در جنگ جمل چیزی ننوشته‌اند. احتمالاً چون قبیله وی جزو عثمانیه (طرفداران عثمان) بودند، برای علی نجنگیدند.
با این حال حرقوص در جنگ صفین برای علی جنگید و ذهبی تنها مورخی است که به این موضوع اشاره کرده، اما این موضوع احتمالاً صحت دارد، چرا که احنف بن قیس که رئیس بنی تمیم بود (قبیله ای که بنی سعد زیر شاخه اش محسوب می‌گشت) پس از بی‌طرفی در جنگ جمل، در جنگ صفین به علی پیوسته بود. حرقوص پس از آن موضعی مخالف قبیله خود گرفت و به خوارج پیوست. وی در حرورا با علی به علت اینکه علی رسماً اعلام کرده بود که به شرایط منعقد شده پس از متارکه جنگ صفین، وفادار می‌ماند، درگیری لفظی شدیدی داشت.
وی با مردم کوفه پنهانی دیدار داشت تا اینکه خوارج تصمیم به جمع شدن در آبراه نهروان گرفتند. دو بار از حرقوص خواسته شد که رهبر خوارج گردد که وی نپذیرفت. حرقوص سرانجام در نهروان (صفر ۳۸ هجری/ژوئیه-اوت ۶۵۷ میلادی) کشته شد. در این جنگ احنف بن قیس با ۳۰۰۰ نفر از مردان قبیله اش برای علی جنگید.
حرقوص با القاب عمرو ذوالخویصره (یا ذوالخنیصره) تمیمی یاد می‌گشت. وی به خاطر زائده ای که بر روی شانه اش بود و به شکل پستان کوچکی بود، ملقب به ذو الثدیه بود. حرقوص گاهی اوقات با شخص دیگری به نام مخدج (به معنی یک بازو ناقص) اشتباه گرفته می‌شد. علی اجساد کشتگان نهروان را جستجو می‌کرد تا در مورد صحت پیش گویی محمد تحقیق کند. در منابع تاریخی در مورد پیشگویی توضیحی نداده‌اند، اما در احادیث مواردی آمده که مستقیماً یا با کنایه به خوارج مربوط می‌شود. در احادیث آمده که محمد وجود مردی به ذو الخویصره یا ذوالثدیه یا مخدج را پیش‌بینی کرده بود که این مرد را حرقوص یا دیگر افراد کشته شده در نهروان می‌دانند. در کتاب تفسیر الدر المنثور آمده که بخاری، نسایی، ابن جریر، ابن منذر، ابن ابی حاتم، ابو الشیخ و ابن مردویه از ابی سعید خدری روایت کرده‌اند که گفت: هنگامی که رسول خدا (ص) مشغول تقسیم غنیمت بود، ناگهان ذو الخویصره تمیمی از راه رسید و گفت: یا رسول اللَّه! عدالت به خرج بده. حضرت فرمود: وای بر تو اگر من عدالت را رعایت نکنم پس چه کسی رعایت می‌کند؟ عمر بن خطاب گفت: یا رسول اللَّه! اجازه بده گردنش را بزنم. حضرت فرمود: رهایش کن، او دار و دسته ای دارد که شماها نماز و روزه‌هایتان را در مقابل نماز و روزه آنان هیچ و ناچیز می‌پندارید، لیکن با همه این عبادتها آن چنان از دین بیرون می‌روند که تیر از کمان بیرون می‌رود، بطوری که نه از پر آن و نه از آهن پیکان آن و نه از برآمدگی سر آن و از هیچ نقطه آن اثری باقی نماند و همه از هدف گذشته باشد، از ایشان مرد سیاهی است که یکی از دو پستانش مانند پستان زنان یا مانند یک تکه گوشت آویزان است، وقتی مردم را دچار تفرقه و اختلاف می‌بینند خروج می‌کنند. راوی می‌گوید: آیه "وَ مِنْهُمْ مَنْ یَلْمِزُکَ فِی الصَّدَقاتِ …"، دربارهٔ این شخص و اصحابش که همان خوارج باشند نازل گردید. ابو سعید می‌گوید: من شهادت می‌دهم که این سخنان را از رسول خدا (ص) شنیدم، و شهادت می‌دهم که در جنگ نهروان بعد از آنکه علی (ع) خوارج را از دم شمشیر گذراند و به کشتگان سرکشی می‌کرد من با او بودم، و مردی را به همان صفتی که رسول خدا (ص) فرموده بود دیدم.

## رویکرد مورخان نسبت به حرقوص
ابن عبدالبر در کتاب استیعاب نام وی را نمی‌آورد. ابن اثیر و ذهبی وی را به‌طور حتم جزو خوارج به حساب می‌آورند. ابن حجر در مورد کشته شدن حرقوص در میان خوارج در جنگ نهروان تردید دارد. از آنجایی که حدیثی وجود دارد که یکی از مشارکت کنندگان در بیعت تحت الشجره را از بهشت محروم می‌داند، ابن حجر مصداق این حدیث را حرقوص می‌داند، اما دلیلی برای این موضوع نمی‌آورد.